# Immerhin: Die Kunst, die Kunst
Immerhin: Die Kunst, die Kunst ist ein deutscher Spielfilm von Antonia Walther aus dem Jahr 2024. Die Uraufführung des Dramas erfolgte im Januar im Rahmen des Filmfestival Max Ophüls Preis 2024, wo das Werk in den Spielfilm-Wettbewerb aufgenommen wurde.

## Handlung
Stan plant, ein Stück über die Schattenseiten der Pharmaindustrie zu produzieren. Als Unterstützung des renommierten Regisseurs und seiner Theatergruppe wird die Psychotherapeutin Dr. Franz engagiert. Sie soll sich als mentale Beraterin um das Schauspielensemble kümmern. Doch Dr. Franz ist der Pharmaindustrie gegenüber positiv eingestellt und will diese in ein gutes Licht gerückt sehen. Sie beschließt heimlich, die Vorbereitungen auf die Inszenierung zu torpedieren. Dr. Franz verabreicht dem Ensemble das Medikament Zyprecs und macht es damit abhängig. Schon bald weiß niemand mehr genau, wer das Ensemble leitet, das sich in einem Ausnahmezustand befindet. Die Premiere rückt immer näher, während das Medikament Nebenwirkungen verursacht.

## Hintergrund
Immerhin: Die Kunst, die Kunst (Alternativtitel: 450 Volt beziehungsweise 450 Volt schießen durch den Kopf) ist das Spielfilmdebüt der Regisseurin Antonia Walther, die Regie an der  Deutsche Film- und Fernsehakademie Berlin (DFFB) studiert hat. Sie hatte zuvor als Regieassistentin von Detlev Buck gearbeitet.

## Veröffentlichung
Immerhin: Die Kunst, die Kunst wurde am 23. Januar 2024 im Rahmen des Filmfestival Max Ophüls Preis uraufgeführt.